# 西志村
西志村（にししそん）は、鳥取県東伯郡にあった村。現在の倉吉市の一部にあたる。

## 地理
久米が原台地、国府川上流の扇状地・段丘上に位置していた。
- 河川：志村川[2]

## 歴史
- 1889年（明治22年）10月1日、町村制の施行により、久米郡今在家村、服部村、桜村、河来見村が合併して村制施行し、西志村が発足[1][2]。旧村名を継承した今在家、服部、桜、河来見の4大字を編成[2]。久米郡福米村、東志村と組合村を結成し、組合村役場を福米村大字上福田に設置[2]。
- 1896年（明治29年）4月1日、郡の統合により東伯郡に所属[2]。
- 1917年（大正6年）12月1日、東伯郡福米村、東志村と合併し高城村を新設して廃止された[1][2]。合併後、高城村大字今在家・服部・桜・河来見となる[2]。

### 地名の由来
志村川の西側の谷にあることにちなむ。

## 産業
- 農業[3]

## 教育
- 1876年（明治9年）河来見村二子に志村谷学校河来見分校を開校[3]。1887年（明治20年）福田尋常小学校分校となる[2]。

## 名所・旧跡
- 大日寺[4]